# Peter Horton (botanicus)
Peter Horton (Newcastle-under-Lyme, 29 oktober 1948) is een Britse botanicus.
In 1969 behaalde hij zijn B.A. in de biologie aan de University of York. In 1973 behaalde hij zijn PhD in de plantkunde aan dezelfde universiteit. In 1986 kreeg hij van de University of York een D.Sc., vanwege zijn uitzonderlijke bijdragen aan de wetenschap.
Tussen 1973 en 1975 was Horton postdoc bij de  Purdue University. Tussen 1975 en 1978 was hij assistant professor in de celbiologie en de moleculaire biologie aan de SUNY in Buffalo (New York). Tussen 1978 en 1985 was hij lecturer ('universitair docent') in de biochemie aan de University of Sheffield in Sheffield. Tussen 1985 en 1991 was hij reader ('universitair hoofddocent') aan deze universiteit. Tussen 1988 en 2003 was hij voorzitter van het Robert Hill Institute, een onderdeel van de University of Sheffield. Tussen 1991 en 2008 was hij hoogleraar in de biochemie aan de University of Sheffield. In 2008 ging hij met emeritaat
Horton is lid van diverse organisaties waaronder de Higher Education Academy, de Biochemical Society, de Society of Experimental Biologists, de American Society of Plant Biologists en de American Association for the Advancement of Science. Tussen 1992 en 1998 was hij redacteur van Plant Physiology, een wetenschappelijk tijdschrift van de American Society of Plant Biologists. Vanaf 1994 is hij als adviseur verbonden aan het International Rice Research Institute (IRRI), dat gevestigd is in de Filipijnen.
Horton doet onderzoek naar fotosynthese en het effect daarvan op de groei en ontwikkeling in hogere planten. Hij richt zich onder meer op onderzoek naar de reactie van planten op wisselende hoeveelheden licht, waarbij gebruik wordt gemaakt van de zandraket (Arabidopsis thaliana) als modelorganisme. Hij onderzoekt  de regulatie van het gebruik van licht bij gewassen. Hij hoopt met de opgedane kennis de fotosynthesesnelheid en daarmee de productiviteit van gewassen als rijst en de gewone boon te kunnen verhogen.
Volgens 'ISIHighlyCited.com' behoort Horton tot de meest geciteerde wetenschappers op het gebied van de plant- en dierkunde.